# 742 Edisona
742 Edisona eller 1913 QU är en asteroid i huvudbältet, som upptäcktes 23 februari 1913 av den tyske astronomen Franz H. Kaiser i Heidelberg. Den har fått sitt namn efter den amerikanske uppfinnaren och industrimannen Thomas Edison.
Asteroiden har en diameter på ungefär 47 kilometer och den tillhör asteroidgruppen Eos.